# Micreuides verres
Micreuides verres är en insektsart som beskrevs av Ronald Gordon Fennah 1969. Micreuides verres ingår i släktet Micreuides och familjen sporrstritar. Inga underarter finns listade i Catalogue of Life.